# Journal of the Atmospheric Sciences
A revista Journal of the Atmospheric Sciences (Journal of Meteorology até 1960) é uma publicação da Sociedade Americana de Meteorologia. Os tópicos que a revista abrange incluem pesquisas básicas relacionadas a física, dinâmica e química da atmosfera terrestre e outros planetas, com ênfase nos aspectos quantitativos e dedutivos do sujeito pesquisado.